# Raufoss IL
Maillots
Dernière mise à jour : 16 juin 2025.
Le Raufoss IL est un club norvégien de football basé à Raufoss.

## Historique
- 1918 - Raufoss IL
- 1999 - Raufoss IL Fotball